# Drittes Fernsehprogramm
Drittes Fernsehprogramm ("tredje kanalen") eller tillsammans die Dritten (die Dritten Fernsehprogramme) betecknar tyska ARD:s regionala tv-kanaler (BR, HR, NDR, SWR, SWF, RBB, SR och WDR). Beteckningen kommer av att Drittes Fernsehprogramm startades som Västtysklands tredje tv-kanalprojekt, efter ARD och ZDF.
Etableringen av Drittenkanalerna inleddes 1964 med starten av Studienprogramm från Bayerischer Rundfunk och fullbordades 1969 med starten av Südwest 3.
När östtyska Deutscher Fernsehfunk avvecklades i början av 1990-talet startades två nya Drittenkanaler: MDR och Ostdeutscher Rundfunk Brandenburg (idag RBB).